# Harold M. Schulweis
Harold Maurice Schulweis (* 14. April 1925 in Bronx, New York City; † 18. Dezember 2014 in Encino, Kalifornien) war ein US-amerikanischer Rabbiner und Autor.

## Leben
Schulweis, der Sohn von Maurice und Helen (geb. Rezak) Schulweis, leitete fast 50 Jahre lang die konservative jüdische Gemeinde Valley Beth Shalom. Er gründete den Jewish World Watch, einen Verbund von ca. 60 Synagogen in Südkalifornien mit dem Ziel der Förderung des jüdischen Glaubens und Erziehung aber auch für Engagements gegen den Genozid in Darfur und für Menschenrechte in der DR Kongo.
Schulweis gründete 1963 das Institute for Righteous Acts, das Zeugnisse von Judenrettern sammeln sollte.
Er ist der Namensgeber des The Harold M. Schulweis Institute (HMSI).

## Schriften
- Evil and the Morality of God, (1983)
- In God's Mirror: Reflections and Essays, (1990)
- For Those Who Can't Believe: Overcoming the Obstacles to Faith, (1994)
- Meditations and Prayers for the Renewal of the Body and the Renewal of the Spirit, (2000)
- Finding Each Other in Judaism: Meditations on the Rites of Passage from Birth to Immortality, (2001)
- When You Lie Down and When You Rise Up: Nighstand Meditations, (2001)
- Conscience: The Duty to Obey and the Duty to Disobey, (2008)